# Minettia plumicheta
Minettia plumicheta is een vliegensoort uit de familie van de Lauxaniidae. De wetenschappelijke naam van de soort is voor het eerst geldig gepubliceerd in 1868 door Rondani.